# Технопарк «Шейх Бахаи» (Исфахан)
Технопарк «Шейх Бахаи» (перс. پارک علم و فناوری شیخ بهايي‎) был создан в 2003 году на базе Исфаханского научно-исследовательского кампуса в городе Исфахан (Иран).

## Недавняя история
В 2007 г. технопарк «Шейх Бахаи» площадью ок. 400 гектар, наконец, получил полное одобрение Министерства науки, исследований и технологий в качестве первого подобного рода учреждения в научном городке Исфахана. Исключительный успех остана Исфахан, расположенного в центре страны, наличие здесь крупного промышленного производства, например, сталелитейной, нефтяной и нефтехимической, энергетической, военной промышленности, производства цемента и полиакрила, а также серьёзные возможности для выпускников университетов как нельзя лучше способствовали реализации главной задачи этого технопарка, заключавшейся в улучшении благосостояния региона благодаря повышению уровня инновационной культуры и конструктивной конкуренции между расположенными в этом комплексе наукоёмкими компаниями.
Необходимо отметить, что в 2013 г. технопарк «Шейх Бахаи», расположенный на территории научного городка Исфахана, был признан лучшим технопарком страны. В настоящее время здесь действуют 200 компаний. Кроме того, в этом городке проходила 35-я всемирная конференция технопарков и территорий инновационного развития (2—5 сентября 2018 г.)[уточнить].
С точки зрения пространственной организации технопарк «Шейх Бахаи» имеет 150 отдельных территориальных блоков и 94 отдельных модуля в офисных зданиях. Площадь территориальных блоков варьируется от 400 до 3200 м2. Блоки располагаются с севера на юг и могут объединяться.
В настоящее время наукоёмкие компании, расположенные в технопарке остана Исфахан, предоставляют услуги в самых различных областях, в том числе: материалы и промышленная металлургия, сельское хозяйство и окружающая среда, технологии в сфере информации, коммуникации и программного обеспечения, строительство и производство, биотехнологии, автоматизация, медицинская инженерия, силовые и электронные системы, химическая, нефтехимическая, газовая и нефтяная промышленность, нанотехнологии, энергетика, управление и оптимизация, лабораторные и коммерческие услуги, пищевая и фармацевтическая промышленность.

## Приём в технопарк «Шейх Бахаи»
Приём компаний в технопарк «Шейх Бахаи» осуществляется в офисные здания и территориальные блоки. Приём компаний в технопарк осуществляется в Совете по приёму и оценке на основании изучения заявочной документации, знакомства с деятельностью компании и собеседований.

## Модули для приёма
— модули специальных технологий (на уровне развитого или как минимум полупромышленного производства)
— инженерные компании (наукоёмкие, предоставляющие технологические услуги)
— модули научных исследований и разработок при промышленных предприятиях или исследовательских центрах
— лаборатории и полупроизводственные модули в области новых технологий
— исследовательские модули при университетах
— центры развития технологий
— сервисные комплексы

## Условия принятия
— наличие прозрачного правового статуса
— как минимум 2 года успешной деятельности
— наличие надёжных финансово-экономических источников
— наличие чётко сформулированной программы развития деятельности
— наличие постоянного штата в рамках осуществления заявленной деятельности.